# Irak- og Afghanistankommissionen
Irak- og Afghanistankommissionen, også blot kaldet Irak-kommissionen, var en dansk undersøgelseskommission, der havde som opgave at undersøge Danmarks deltagelse i Irakkrigen og krigen i Afghanistan. Kommissionen blev nedsat med et kommissorium af den 27. juni 2012 under den socialdemokratisk ledede Thorning-Schmidt-regering.
Efter folketingsvalget i juni 2015 kom den Venstre-ledede Løkke Rasmussen-regering til med et regeringsgrundlag om at nedlægge kommissionen, og den blev nedlagt kort tid efter.

## Organisation
Kommissionen bestod oprindeligt af vicepræsident ved Sø- og Handelsretten Michael B. Elmer indstillet af landsretterne, advokat Jeppe Skadhauge indstillet af Advokatsamfundet og professor ved Aarhus Universitet dr.jur. Jørgen Albæk Jensen indstillet af Justitsministeriet. Elmer blev udpeget som formand.
Han ragede dog uklar med de to andre medlemmer af kommissionen i sådan en grad, at han valgte at træde tilbage i februar 2015,
og den 31. marts 2015 blev landsdommer Michael Kistrup udnævnt som ny formand.
Kommissionens medlemmer var således udelukkende jurister uden nødvendigvis ekspertise i politik, militære operationer og udenrigspolitik.
Udover kommissionens egentlige medlemmer havde den et sekretariat bestående af 5 navngivne ansatte, 4 studentermedhjælpere og advokat Jens Lund Mosbek udpeget som udspørger.
Kommissionen havde til huse på Fremtidsvej i Buddinge.
Frem til første kvartal 2015 havde kommissionen haft udgifter på godt 14 millioner kroner.

## Arbejde
Kommissionen havde d. 30 april indkaldt en række personer til at afgive forklaring for kommissionen fra november 2015 og frem til februar 2016. Denne første runde af afhøringer skulle belyse grundlaget for at Danmarks krigsdeltagelse. Dette omfattede blandt andre tidligere statsminister Anders Fogh Rasmussen, tidligere udenrigsminister Per Stig Møller, Peter Taksøe-Jensen, Tobias Elling Rehfeld og fhv. departementschef i Statsministeriret Nils Bernstein. Afhøringerne blev aldrig gennemført, da kommissionen blev nedlagt, kort tid efter at Løkke Rasmussen-regeringen kom til magten i juni 2015.

## Nedlæggelse
Løkke Rasmussen-regeringens beslutning om at nedlægge kommissionen medførte, at en række oplysninger kom frem.
Det var hemmeligholdte dokumenter, der viste, at Forsvaret havde aftale med det amerikanske firma Blackwater.
Der fremkom også oplysninger om, at en militærpoliti-fangedatabase var "konstateret tabtgået".
Flere militærfolk kommenterede nedlæggelsen.
Hovedorganisationen af Officerer i Danmark mente således, at "det sender et dårligt signal og det er problematisk, hvis ikke man får afsluttet de to missioner på ordentlig vis".
To online underskriftindsamlinger nåede over 20.000 tilkendegivelse mod lukningen af kommissionen.
Den tidligere CIA-chef Paul Pillar og Lawrence Wilkerson, som var stabschef for den tidligere amerikanske udenrigsminister Colin Powell, talte i Dagbladet Information i august 2015 for, at de lande, der deltog, kulegraver beslutningen.